# 犬山駅
犬山駅（いぬやまえき）は、愛知県犬山市犬山富士見町にある、名古屋鉄道（名鉄）の駅である。駅番号はIY15。
犬山線から小牧線、広見線が分岐する結節点である。各務原線の起点は2駅先の新鵜沼駅だが、実質的に各務原線の分岐駅としても扱われる。

## 歴史
- 1912年（大正元年）8月6日：犬山線の開通と同時に開業する。
- 1923年（大正12年）5月1日：押切町駅（名古屋市）から直通運転を開始するとともに、急行列車が設定される。
- 1926年（大正15年）：線路が犬山橋駅（現 犬山遊園駅）まで延伸される。
- 1927年（昭和2年）4月：駅が現在地へ移転する。
  - 開業当初は現在よりも西側（西口駐車場のあった場所）に駅があったといわれる。
- 1931年（昭和6年）4月29日：大曽根線（現 小牧線）が接続する。
- 1946年（昭和21年）3月1日：広見線の起点が当駅に変更される。
- 1966年（昭和41年）2月10日：貨物営業廃止[1]。ニチボー専用線（0.2 km）廃止[2]。
- 1972年（昭和47年）9月27日：急行（後の特急）「北アルプス」が停車するようになる。
- 1984年（昭和59年）2月：駅改良工事に着手する[3]。
- 1985年（昭和60年）
  - 2月24日：東西連絡通路と現在の駅舎の供用を開始する[4]。のりばを2面4線から3面6線に拡大する。
  - 4月7日：東口を開設し、バス・タクシー乗り場などが整備される[4]。
- 1987年（昭和62年）5月：自動改札機設置[5]。
- 1990年（平成2年）度：西口エスカレータ設置[6]。
- 1991年（平成3年）度：東口エスカレータ設置[6]。
- 1992年（平成4年）2月4日：西口に駅ビルが完成する[7]。
- 1993年（平成5年）8月：配線を変更し、0番線を新設する[8]。
- 1998年（平成10年）度：東口エレベータ設置[6]。
- 2003年（平成15年）3月27日：プリペイドカード「トランパス」を、小牧線のみ供用を開始する（のちに犬山線・広見線にも拡大）。
- 2009年（平成21年）度 - 2010年（平成22年）度：西口と各ホームのエレベータ、北改札口、バリアフリー対応トイレを設置[6]。
- 2011年（平成23年）2月11日：ICカード乗車券「manaca」のサービス開始とともに、当駅での供用を開始する。
- 2012年（平成24年）2月29日：「トランパス」のサービス終了に伴い、当駅での供用も終了する。

開業以来の木造駅舎（1964年）

## 駅構造
島式ホーム3面6線の地上駅で橋上駅舎を有している。上飯田連絡線開通に備えて1番線の南側に0番線を設け、4面7線にする計画もあったが、配線変更で0番線に相当する留置線が整備されるに留まり、ホームの増設などは実施されなかった。現在この留置線は地下鉄鶴舞線直通用車両の留置に使われている。
南改札口と北改札口があり、改札外の東西連絡通路沿いに向かい合って位置している。改札外には自動券売機を3台（継続manaca定期乗車券及び新規通勤manaca定期乗車券の購入も可能）と紙幣専用ICカードチャージ機、名鉄ミューズカード利用者向けのμstar stationを備えている。南改札口内には紙幣専用ICカードチャージ機、そして北改札口内には自動精算機（ICカードのチャージ等も可能を備えている。
自動改札機は南改札口は4台、北改札口は2台あり、いずれも最も東側の1台は車椅子対応の幅が広いタイプである。また、南改札口の東側から2台目は入場専用である。
売店は改札口西側すぐにある。
列車の発着ホームが方面ごとに決まっておらず（新鵜沼止め及び新鵜沼始発の犬山線優等列車及び鶴舞線・豊田線直通列車等は1・2番、小牧線は3番、犬山線の普通および犬山検査場への入出庫列車は5番、各務原線直通列車は4番、広見線は6番線から発車することが多い）、同じ方面の同種列車であっても時間によってホームが異なる。また、他の方面へ向かう場合は、降りたホームでそのまま乗り換えができないこともある。
当駅で新鵜沼方面と新可児方面の列車を増解結する場合は4番線を使用することが多い。
各ホームと自由通路東西に計5つのエレベータが設置されており、北改札口を入ったところにはバリアフリー対応トイレが設置されている。また、1・2番線ホームの名鉄名古屋寄りには上り専用エスカレーターも設置されている。

### のりば
| 番線 | 番線 | 番線 | 番線 | 番線 | 番線 | 路線                     | 方向 | 行先                               | 備考                                   |
| 1    | 2    | 3    | 4    | 5    | 6    | 路線                     | 方向 | 行先                               | 備考                                   |
| ---- | ---- | ---- | ---- | ---- | ---- | ------------------------ | ---- | ---------------------------------- | -------------------------------------- |
| ○    |      | ○    | ○    | ○    |      | IY 犬山線                | 下り | 新鵜沼・名鉄岐阜方面               | 新鵜沼から各務原線に直通あり。         |
| ○    | ○    | ○    | ○    | ○    | ○    | IY 犬山線                | 上り | 名鉄名古屋・金山・中部国際空港方面 | 上小田井から地下鉄鶴舞線に直通あり。   |
|      |      | ○    | ○    | ○    | ○    | KM 小牧線                | 上り | 小牧・平安通方面                   | 大半は上飯田から地下鉄上飯田線に直通。 |
|      |      | ○    | ○    | ○    | ○    | HM 広見線 (犬山〜新可児) | 下り | 新可児ゆき                         | 御嵩方面は新可児駅で連絡。             |

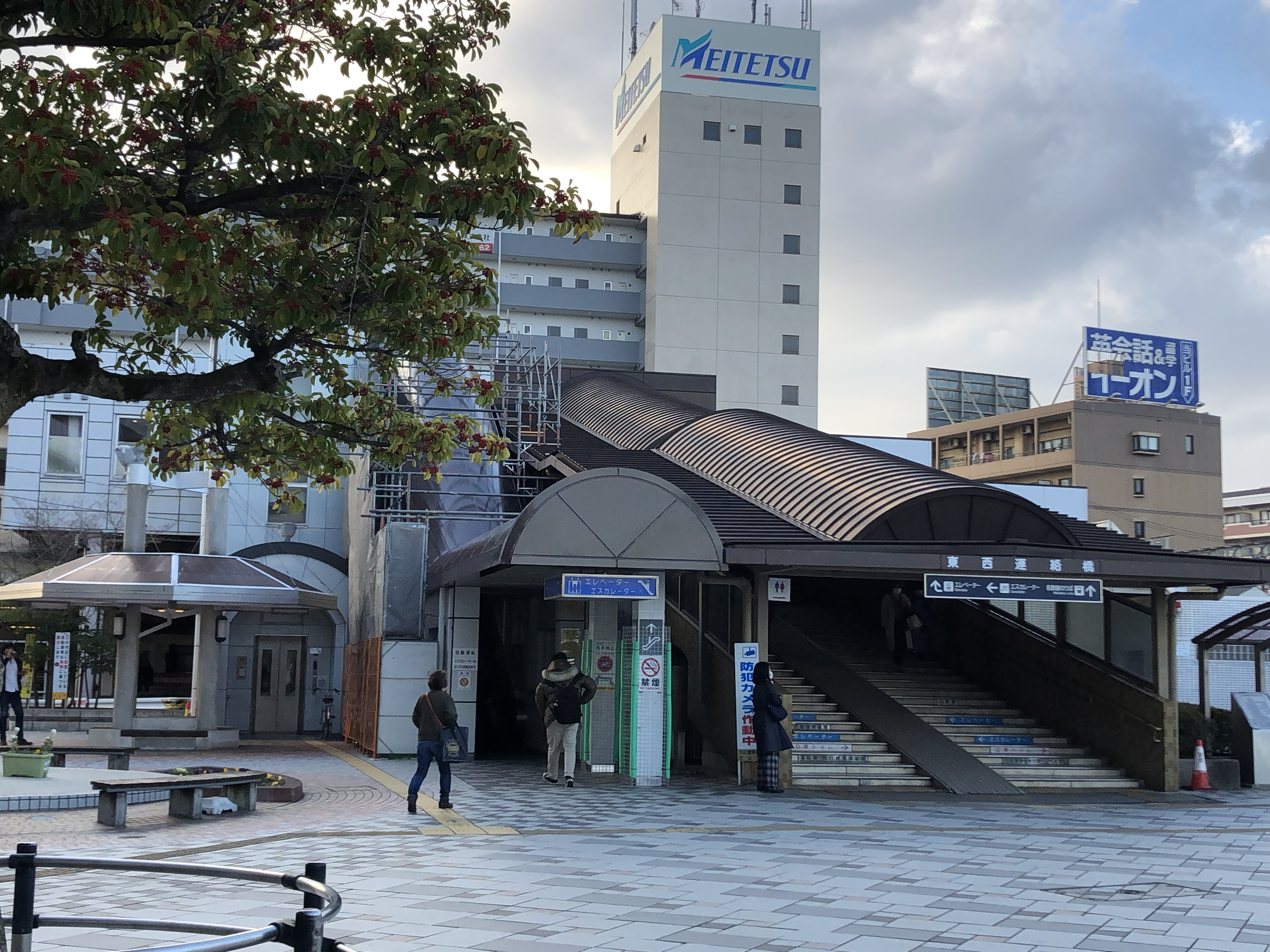
東口（2019年2月）
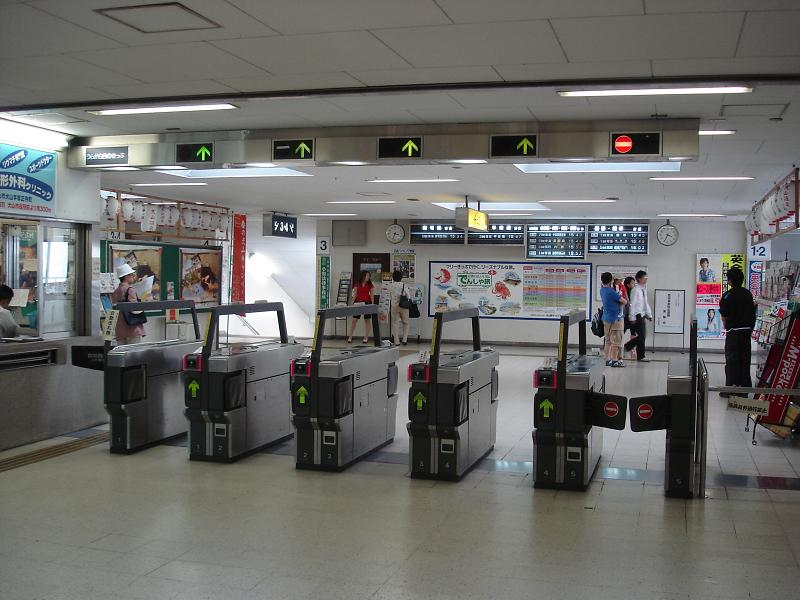
改札口（2007年5月）
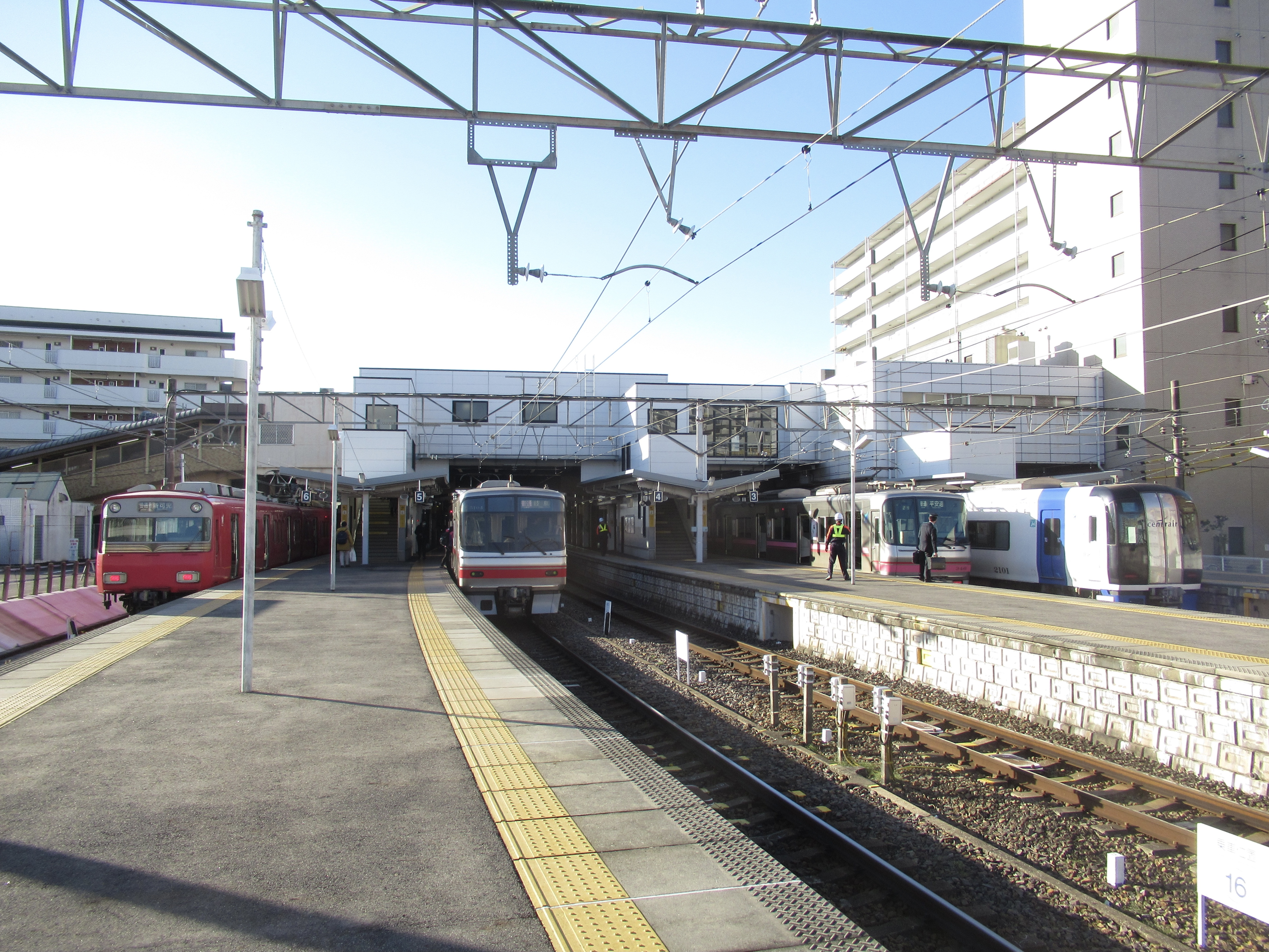
駅構内 （2018年12月）
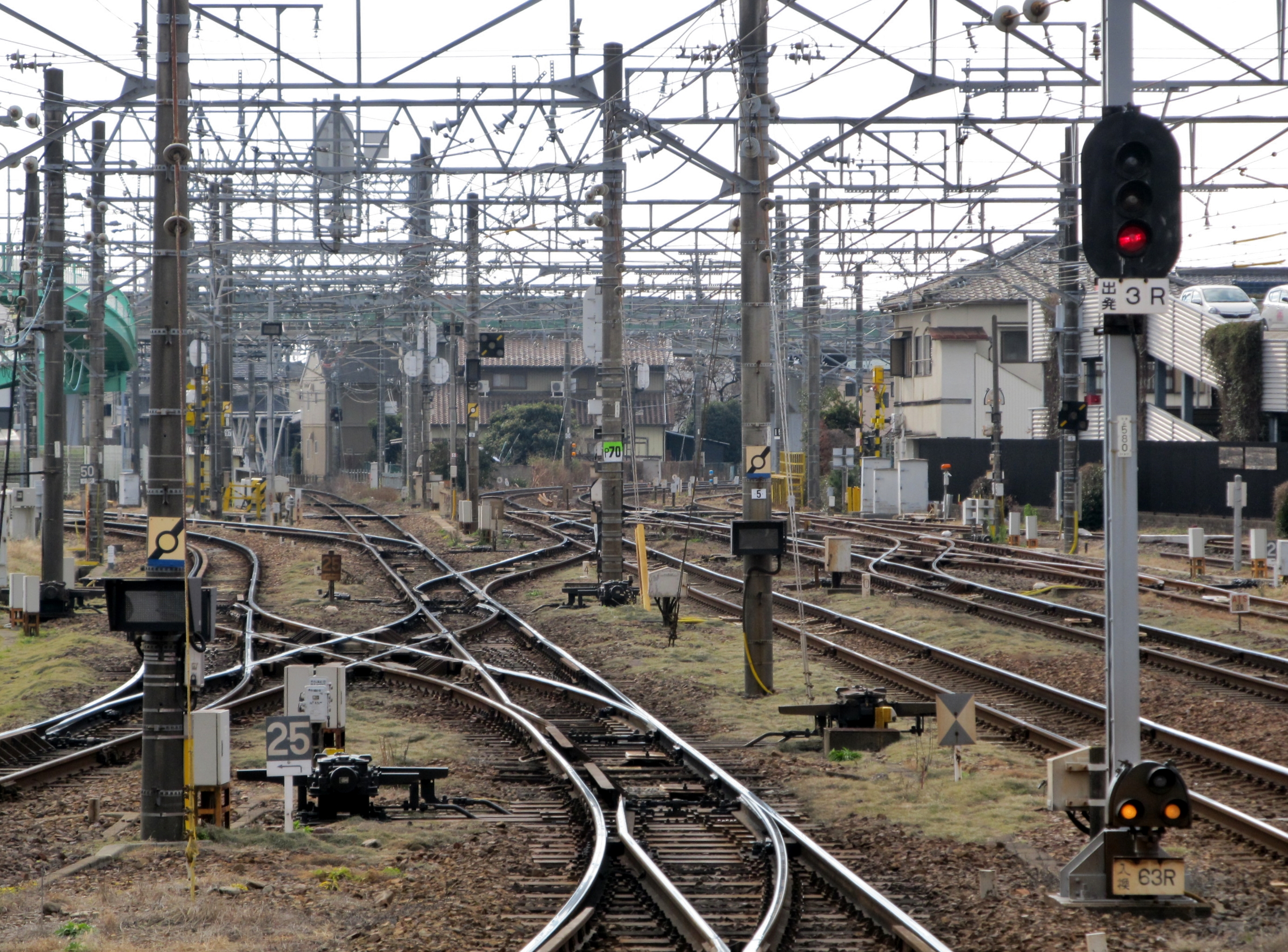
構内配線 （2018年12月）
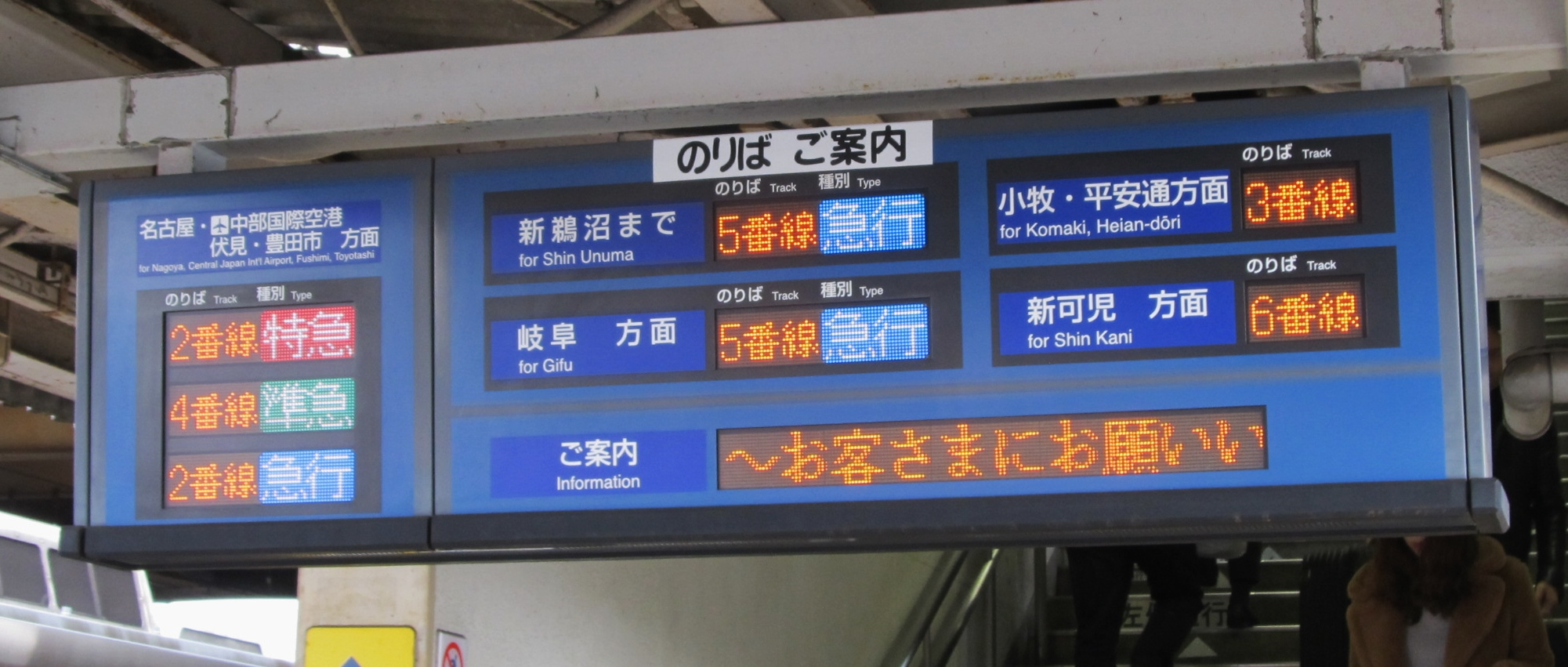
ホームにある番線案内 （2020年1月）
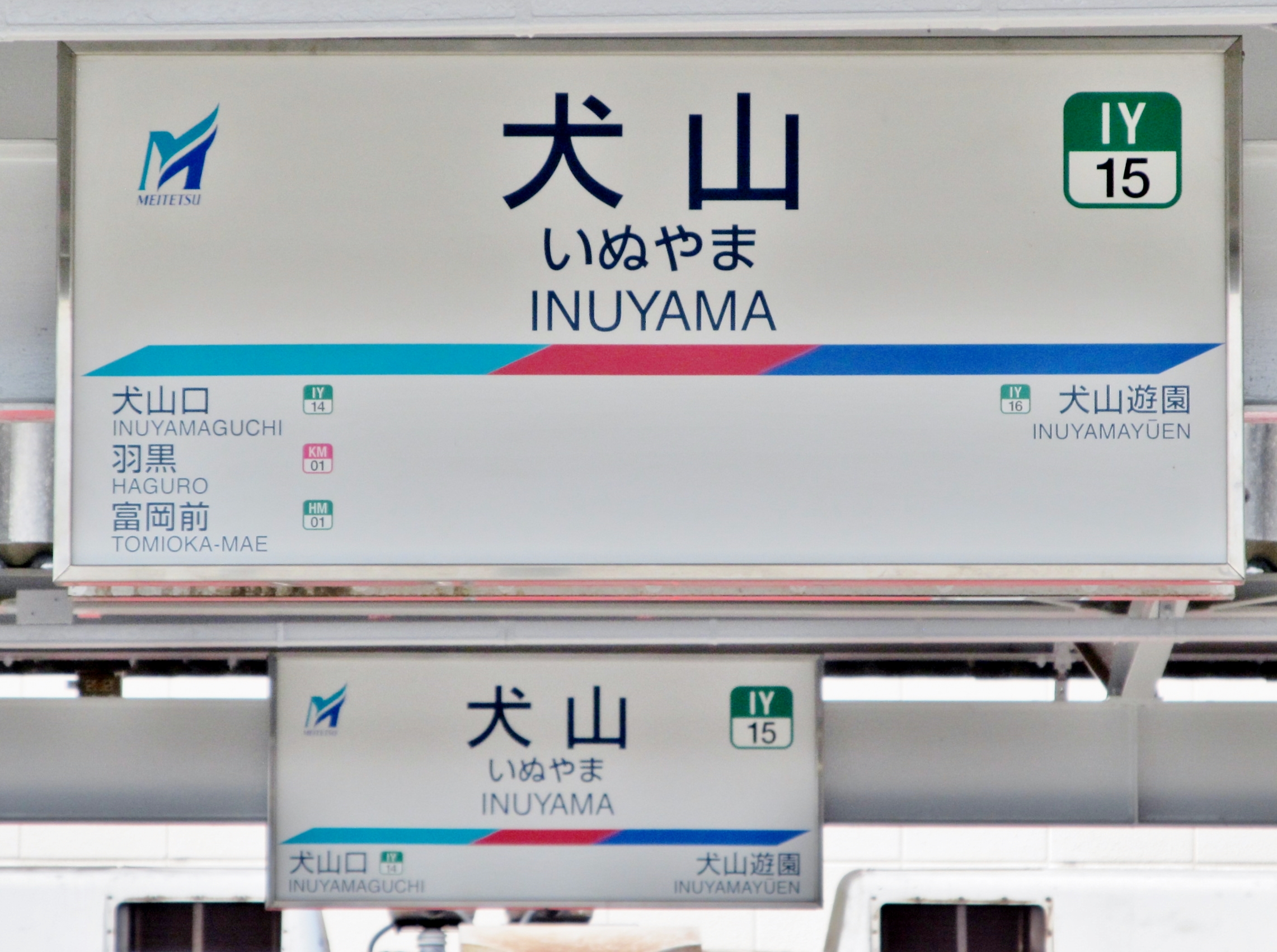
駅名標 （2023年1月）

### 配線図
|                     | ↑ 犬山線 江南・岩倉・名古屋方面            |                                     |
| ← 小牧線 平安通方面 | 名鉄 犬山駅 構内配線略図                   | → 犬山線・各務原線 新鵜沼・岐阜方面 |
|                     | ↓ I：犬山検査場車庫線 K：広見線 新可児方面 |                                     |
| 凡例 出典:          |                                            |                                     |

### テナント
- もちたけ 犬山駅コンコース店（西口駅ビル2階）
- ファミリーマート エスタシオ 犬山駅店（西口駅ビル2階、名鉄生活創研運営）
- EIGHT PARK CAFE 犬山店（西口駅ビル1階、エイトデザイン運営）
- ハチカフェ犬山（西口駅ビル1階、エイトデザイン運営）
- ブーランジェリープーブー犬山店[13]（東側自由通路上）
- ロッテリア名鉄犬山駅店

## 運行ダイヤ
日中の系統ごとの概要は以下のとおりである。当駅で種別変更する列車も多い。
- 新可児駅からの名鉄名古屋方面直通の普通は当駅までワンマン運転を行い、当駅から車掌乗務となる。ミュースカイ・快速特急・特急と新鵜沼駅発着の快速急行・急行・準急・普通は種別変更を行わず、そのまま新鵜沼駅まで直通する。平日の朝にはミュースカイが新可児駅から到着するが、種別変更せず名鉄名古屋方面へ直通する。ミュースカイはワンマン運転を行わない。
- 新鵜沼方面からの列車のうち、各務原線からの直通列車は当駅終着である。また、名鉄名古屋方面からの大部分の普通列車と広見線の平日朝以外の全ての普通列車[注釈 5]は基本的に当駅発着である。ただし、小牧線以外はダイヤ上は別列車扱いとなる実質直通は多い（例：名鉄岐阜からの犬山行き→当駅からは新可児行きとして運行）
- 小牧線列車、地下鉄鶴舞線直通列車は犬山線新鵜沼方面や広見線新可児方面へは通常乗り入れない[注釈 6]。

当駅から犬山検査場への出・入庫列車や新鵜沼駅への回送列車も運転されているほか、一部の当駅終着の列車は到着後に行先を変更の上、延長運行することもある（名鉄岐阜方面からの当駅終着列車が新可児行きに、新可児方面からの当駅終着列車が東岡崎行きになるなど。名鉄名古屋方面へ延長運行する場合、車掌乗務となる）。
上記のように当駅到着後に行き先を変更する実質直通は多いが、ダイヤ上の当駅止まりは、岐阜・新可児・平安通・東岡崎・鶴舞線経由豊田市など、広範囲から到着することも特徴と言える。
広見線と名鉄名古屋方面を直通する列車を中心に、当駅で増解結を行うこともある。当駅構内に犬山乗務区があり、一部の列車では乗務員交代も行われている。
現存する名鉄車両では、4000系以外すべての車両が発着する唯一の駅である。

## 利用状況
- 『名鉄120年：近20年のあゆみ』によると2013年度当時の1日平均乗降人員は16,057人であり、この値は名鉄全駅（275駅）中22位、犬山線（17駅）中5位、広見線（11駅）中1位、小牧線（14駅）中1位であった[14]。
- 『名古屋鉄道百年史』によると1992年度当時の1日平均乗降人員は22,145人であり、この値は岐阜市内線均一運賃区間内各駅（岐阜市内線・田神線・美濃町線徹明町駅 - 琴塚駅間）を除く名鉄全駅（342駅）中16位、 犬山線（17駅）中3位、広見線・八百津線（16駅）中1位、小牧線（14駅）中1位であった[15]。
- 『名鉄 1983』によると、1981年度当時の一日平均乗降人員は17,372人であり、この値は名鉄全駅中18位であった[16]。

『愛知県統計書』『愛知県統計年鑑』『犬山市の統計』各号によると、一日平均乗車人員および一日平均乗降人員の推移は以下の通りである。
| 年                 | 乗車人員 | 乗車人員 | 乗降人員 | 備考                              |
| 年                 | 総数     | 定期     | 乗降人員 | 備考                              |
| ------------------ | -------- | -------- | -------- | --------------------------------- |
| 1914（大正03）年度 | 210      |          | 428      | [ 17 ]                            |
| 1915（大正04）年度 | 198      |          | 397      | [ 18 ]                            |
| 1916（大正05）年度 | 253      |          | 509      | [ 19 ]                            |
| 1917（大正06）年度 | 292      |          | 592      | [ 20 ]                            |
| 1918（大正07）年度 | 339      |          | 683      | [ 21 ]                            |
| 1919（大正08）年度 | 401      |          | 807      | [ 22 ]                            |
| 1920（大正09）年度 | 447      |          | 894      | [ 23 ]                            |
| 1921（大正10）年度 | 399      |          | 797      | [ 24 ]                            |
| 1922（大正11）年度 | 472      |          | 939      | [ 25 ]                            |
| 1923（大正12）年度 | 468      |          | 938      | [ 26 ]                            |
| 1924（大正13）年度 | 513      |          | 1026     | [ 27 ]                            |
| 1925（大正14）年度 | 540      |          | 1066     | [ 28 ]                            |
| 1926（大正15）年度 | 495      |          | 1028     | [ 29 ]                            |
| 1927（昭和02）年度 | 423      |          | 896      | [ 30 ]                            |
| 1928（昭和03）年度 |          |          |          |                                   |
| 1929（昭和04）年度 |          |          |          |                                   |
| 1930（昭和05）年度 | 399      |          | 835      | [ 31 ]                            |
| 1931（昭和06）年度 | 313      |          | 663      | 4月29日大曽根線（現・小牧線）開業 |
| 1932（昭和07）年度 | 278      |          | 586      | [ 33 ]                            |
| 1933（昭和08）年度 | 370      |          | 790      | [ 34 ]                            |
| 1934（昭和09）年度 | 282      |          | 595      | [ 35 ]                            |
| 1935（昭和10）年度 | 354      |          | 718      | [ 36 ]                            |
| 1936（昭和11）年度 | 303      |          | 627      | [ 37 ]                            |
| 1937（昭和12）年度 | 486      |          | 1019     | [ 38 ]                            |
| 1938（昭和13）年度 | 608      |          | 1238     | [ 39 ]                            |
| 1939（昭和14）年度 | 961      |          | 2010     | [ 40 ]                            |
| 1940（昭和15）年度 | 1167     |          | 2487     | [ 41 ]                            |
| 1941（昭和16）年度 |          |          |          |                                   |
| 1942（昭和17）年度 |          |          |          |                                   |
| 1943（昭和18）年度 |          |          |          |                                   |
| 1944（昭和19）年度 |          |          |          |                                   |
| 1945（昭和20）年度 |          |          |          | 1946年3月1日広見線起点変更        |
| 1946（昭和21）年度 |          |          | *5490    | [ 42 ]                            |
| 1947（昭和22）年度 |          |          |          |                                   |
| 1948（昭和23）年度 | *3942    |          | *8003    | 期間は1948年1月 - 1948年12月末    |
| 1949（昭和24）年度 | *3953    |          | *7981    | 期間は1949年5月 - 1950年4月末     |
| 1950（昭和25）年度 | *3208    |          | *6589    | 期間は1949年11月 - 1950年10月末   |
| 1951（昭和26）年度 | *4246    |          | *8626    | [ 46 ]                            |
| 1952（昭和27）年度 | 4279     |          | 8585     | [ 47 ]                            |
| 1953（昭和28）年度 | 4517     |          | 9090     | [ 48 ]                            |
| 1954（昭和29）年度 | 4921     |          | 9860     | [ 49 ]                            |
| 1955（昭和30）年度 | 4843     |          | 9718     | [ 50 ]                            |
| 1956（昭和31）年度 | 5278     |          | 10654    | [ 51 ]                            |
| 1957（昭和32）年度 | 5463     |          | 11009    | [ 52 ]                            |
| 1958（昭和33）年度 |          |          |          |                                   |
| 1959（昭和34）年度 |          |          |          |                                   |
| 1960（昭和35）年度 |          |          |          |                                   |
| 1961（昭和36）年度 |          |          |          |                                   |
| 1962（昭和37）年度 |          |          |          |                                   |
| 1963（昭和38）年度 |          |          |          |                                   |
| 1964（昭和39）年度 |          |          |          |                                   |
| 1965（昭和40）年度 | 8315     | 6044     | 16830    | [ 53 ] [ 54 ]                     |
| 1966（昭和41）年度 | 8889     | 6393     | 17730    | [ 54 ]                            |
| 1967（昭和42）年度 | 9309     | 6697     | 18513    | [ 54 ]                            |
| 1968（昭和43）年度 | 9504     | 6754     | 18898    | [ 54 ]                            |
| 1969（昭和44）年度 | 9950     | 6979     | 19704    | [ 54 ]                            |
| 1970（昭和45）年度 | 10499    | 7233     | 20885    | [ 53 ] [ 54 ]                     |
| 1971（昭和46）年度 | 10296    | 7007     | 20492    | [ 53 ] [ 54 ]                     |
| 1972（昭和47）年度 | 10488    | 6979     | 20880    | [ 53 ] [ 54 ]                     |
| 1973（昭和48）年度 | 9978     | 6229     | 19886    | [ 53 ] [ 54 ]                     |
| 1974（昭和49）年度 | 9897     | 6213     | 19691    | [ 53 ] [ 54 ]                     |
| 1975（昭和50）年度 | 9334     | 5824     | 18581    | [ 53 ] [ 54 ]                     |
| 1976（昭和51）年度 | 9009     | 5595     | 17918    | [ 53 ] [ 55 ]                     |
| 1977（昭和52）年度 | 8993     | 5562     | 17883    | [ 53 ] [ 55 ]                     |
| 1978（昭和53）年度 | 9060     | 5550     | 18003    | [ 53 ] [ 55 ]                     |
| 1979（昭和54）年度 | 8941     | 5395     | 17764    | [ 53 ] [ 55 ]                     |
| 1980（昭和55）年度 | 8991     | 5340     | 17875    | [ 53 ] [ 56 ]                     |
| 1981（昭和56）年度 | 8955     | 5369     | 17784    | [ 53 ] [ 57 ]                     |
| 1982（昭和57）年度 | 8900     | 5357     | 17661    | [ 53 ] [ 58 ]                     |
| 1983（昭和58）年度 | 6649     | 5155     | 13250    | [ 53 ] [ 59 ]                     |
| 1984（昭和59）年度 | 8596     | 5096     | 17132    | [ 53 ] [ 60 ]                     |
| 1985（昭和60）年度 | 8790     | 5134     | 17496    | [ 53 ] [ 61 ]                     |
| 1986（昭和61）年度 | 8944     | 5253     | 17794    | [ 53 ] [ 62 ]                     |
| 1987（昭和62）年度 | 9000     | 5281     | 17966    | [ 53 ] [ 63 ]                     |
| 1988（昭和63）年度 | 9822     | 5424     | 19516    | [ 53 ] [ 64 ]                     |
| 1989（平成元）年度 | 10008    | 5542     | 19897    | [ 53 ] [ 65 ]                     |
| 1990（平成02）年度 | 10273    | 5773     | 20406    | [ 53 ] [ 66 ]                     |
| 1991（平成03）年度 | 10808    | 6027     | 21427    | [ 53 ] [ 67 ]                     |
| 1992（平成04）年度 | 10922    | 6111     | 21663    | [ 53 ] [ 68 ]                     |
| 1993（平成05）年度 | 11034    | 6165     | 21899    | [ 53 ] [ 69 ]                     |
| 1994（平成06）年度 | 11050    | 6217     | 21893    | [ 53 ] [ 70 ]                     |
| 1995（平成07）年度 | 11137    | 6304     | 22076    | [ 53 ] [ 71 ]                     |
| 1996（平成08）年度 | 10999    | 6166     | 21769    | [ 53 ] [ 72 ]                     |
| 1997（平成09）年度 | 10372    | 5853     | 20577    | [ 53 ] [ 73 ]                     |
| 1998（平成10）年度 | 10008    | 5594     | 19806    | [ 53 ] [ 74 ]                     |
| 1999（平成11）年度 | 9588     | 5353     | 18968    | [ 53 ] [ 75 ]                     |
| 2000（平成12）年度 | 9263     | 5190     | 18329    | [ 53 ] [ 76 ]                     |
| 2001（平成13）年度 | 9072     | 5082     | 17989    | [ 53 ] [ 77 ]                     |
| 2002（平成14）年度 | 8870     | 5002     | 17610    | [ 53 ] [ 78 ]                     |
| 2003（平成15）年度 | 8773     | 4736     | 17553    | [ 53 ] [ 79 ]                     |
| 2004（平成16）年度 | 8565     | 4555     | 17123    | [ 53 ] [ 80 ]                     |
| 2005（平成17）年度 | 8615     | 4473     | 17243    | [ 53 ] [ 81 ]                     |
| 2006（平成18）年度 | 8299     | 4354     | 16602    | [ 53 ] [ 82 ]                     |
| 2007（平成19）年度 | 8216     | 4296     | 16452    | [ 53 ] [ 83 ]                     |
| 2008（平成20）年度 | 8186     | 4271     | 16396    | [ 53 ] [ 84 ]                     |
| 2009（平成21）年度 | 7807     | 4140     | 15604    | [ 53 ] [ 85 ]                     |
| 2010（平成22）年度 | 7749     | 4146     | 15475    | [ 53 ] [ 86 ]                     |
| 2011（平成23）年度 | 7783     |          | 15541    | [ 53 ]                            |
| 2012（平成24）年度 | 8013     |          | 15927    | [ 53 ]                            |
| 2013（平成25）年度 | 8066     |          | 16057    | [ 53 ]                            |
| 2014（平成26）年度 | 8144     |          | 16161    | [ 53 ]                            |
| 2015（平成27）年度 | 8585     |          | 17050    | [ 53 ]                            |
| 2016（平成28）年度 | 8742     |          | 17347    | [ 53 ]                            |
| 2017（平成29）年度 | 8794     |          | 17409    | [ 53 ]                            |
| 2018（平成30）年度 | 8966     |          | 17771    | [ 53 ]                            |
| 2019（令和元）年度 | 8832     |          | 17532    | [ 53 ]                            |
| 2020（令和02）年度 | 6199     |          | 12379    | [ 53 ]                            |

* 千人単位からの概算値

## 駅周辺

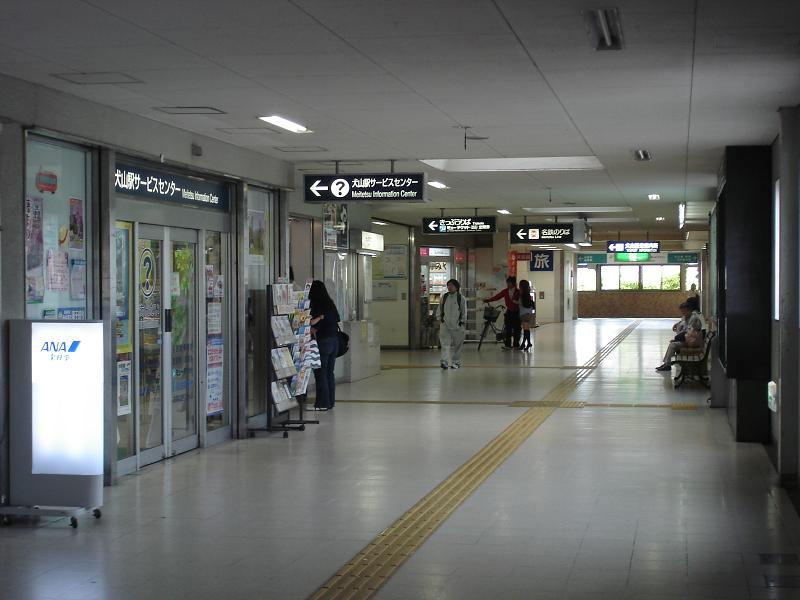
東西連絡通路（2007年5月）

犬山城は当駅（徒歩約18分）よりも隣の犬山遊園駅（徒歩約15分）の方が距離的には近い。ただし犬山遊園駅は城下町を経由しないため、城下町散策をする場合は当駅から向かうのが一般的である。なお、名鉄が発売する犬山城観光関連の企画乗車券は両駅の立地関係を鑑み、乗車駅が愛知県側（広見線西可児駅以東は岐阜県であるが含まれる）からの場合は犬山遊園駅まで、岐阜県側（広見線沿線を除く）からの場合は犬山駅まで利用可能とし、どちらの駅からも乗下車できるようにしている。また、当駅の北東に位置する日本モンキーパークも距離的には隣の犬山遊園駅が至近であるが、2008年に犬山遊園駅から分岐して日本モンキーパーク園内に直接乗り入れていたモンキーパークモノレール線が廃止されて以降は、公共交通機関でのアクセスとしては当駅から岐阜バスを使うことが一般的となったため、公式には当駅がモンキーパーク最寄りの駅として案内されている。
駅の東西の往来は、歩行者および自転車については駅構内（改札外の東西連絡通路）を利用することが可能である。なお、自動車が利用可能な至近の道路として、駅北側の踏切や駅南側の陸橋（愛知県道64号一宮犬山線）などがある。
駅西側は商店街になっており、犬山市役所や犬山市立図書館などもある。犬山城下町通りへは西口から徒歩10分ほどの距離に位置している。
駅東側は区画整理され、ヨシヅヤ犬山店が駅前ロータリーに隣接している。
タクシー乗り場は西側・東側ともロータリー内に設置されている。

### 東口
- からくり時計（ロータリー中央に設置）
- 愛知県犬山警察署
- 犬山公共職業安定所（ハローワーク犬山）
- 犬山キャスタ

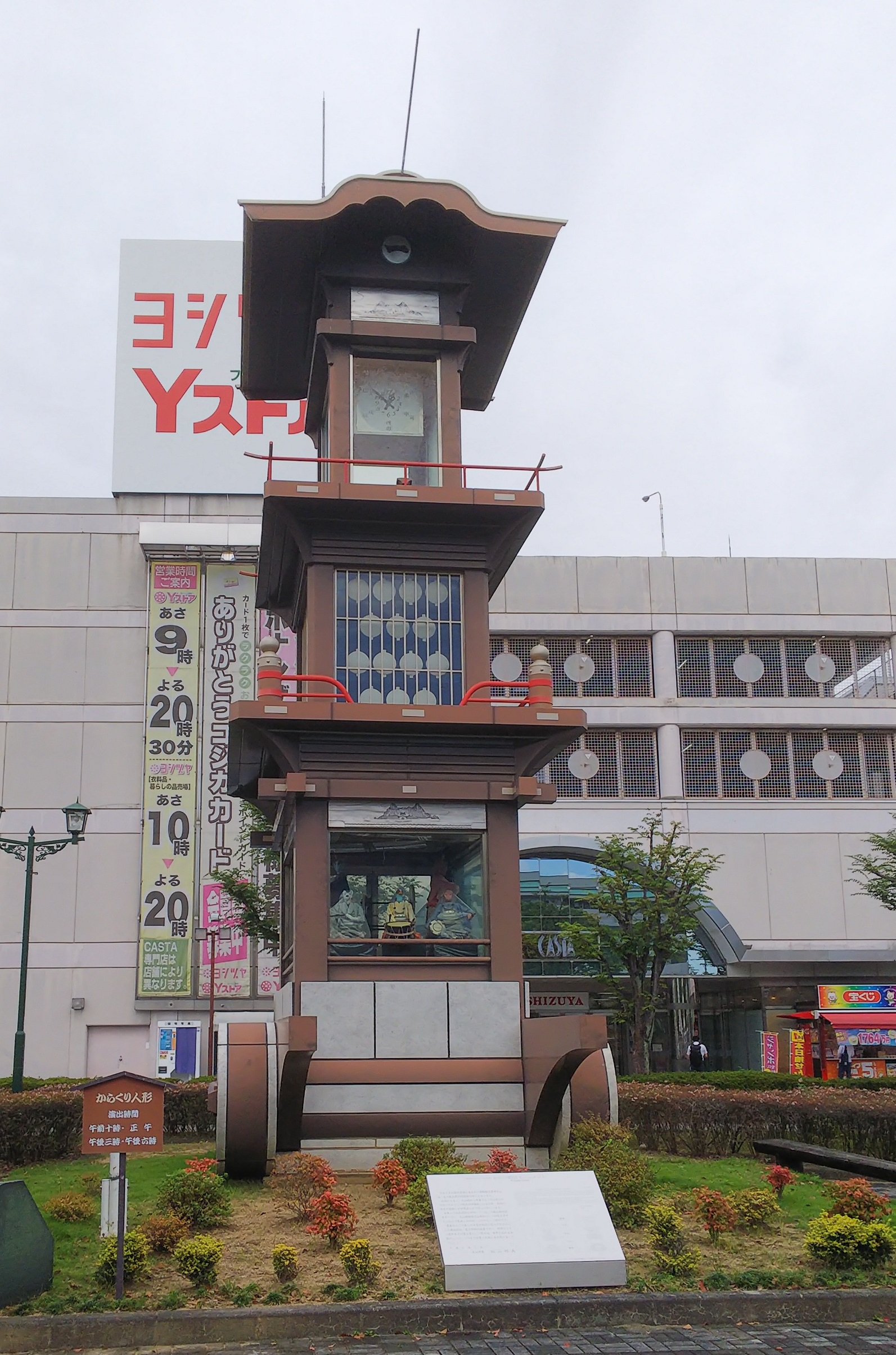
犬山駅東口のからくり時計

- ヨシヅヤ犬山店（中型店。犬山市には大型店は存在しない）
- 犬山郵便局
- Vドラッグ
- 日本モンキーパーク
- 日本モンキーセンター

### 西口
- 犬山城（徒歩約18分）
- 犬山城下町通り（犬山城の南側の観光通り）
- 犬山市役所
- 犬山市立図書館
- ホテルミュースタイル犬山エクスペリエンス
- 犬山セントラルホテル
- 犬山薬師郵便局
- 愛知県立犬山高等学校

### バス路線
バスは一部を除き東口より発着している。
かつては西口にも名鉄バスが乗り入れていたが、2002年9月30日に当駅と新鵜沼駅・鵜沼緑苑団地を結ぶ路線が廃止されたことにより全て無くなった。
犬山駅：（東口バス停留所）
- 岐阜バス
  - 1番乗り場 : モンキーパーク経由、リトルワールド 行き（※早朝にリトルワールド直行便あり）
  - 2番乗り場 : 総合犬山中央病院・犬山ニュータウン・前原・長者町団地経由、明治村 行き
- 犬山市コミュニティバス（上野線・内田線以外）

犬山駅：（西口バス停留所）
- 犬山市コミュニティバス（上野線・内田線）

## 隣の駅
名古屋鉄道
IY 犬山線（全列車とも当駅から犬山遊園方の各駅に停車）
□ミュースカイ
江南駅（IY10）- 犬山駅（IY15） - 犬山遊園駅（IY16）
□快速特急・■特急
柏森駅（IY11） - 犬山駅（IY15） - 犬山遊園駅（IY16）
□快速急行・■急行
扶桑駅（IY12） - 犬山駅（IY15） - 犬山遊園駅（IY16）
■準急・■普通
犬山口駅（IY14） - 犬山駅（IY15） - 犬山遊園駅（IY16）
HM 広見線（犬山〜新可児）
□ミュースカイ（平日上りのみ運転）
（名鉄名古屋駅方面 ←） 犬山駅（IY15） ← 西可児駅（HM03）
■普通
（名鉄名古屋駅・名鉄岐阜駅方面 -） 犬山駅（IY15） - 富岡前駅（HM01）
KM 小牧線
羽黒駅（KM01） - （五郎丸信号場）- 犬山駅（IY15）
羽黒駅との間に犬山側より東犬山駅、五郎丸駅の2駅があったが、廃止された。